# شیاکران
شیاکران (به لاتین: Şiyəkəran) یک منطقهٔ مسکونی در جمهوری آذربایجان است که در شهرستان آستارا واقع شده‌است. شیاکران ۴٬۷۸۹ نفر جمعیت دارد.

## ریشه واژه
شیا یا شیه در زبان تالشی به معنی شیعه و کران به معنی خانه‌ها یا روستا یا آبادی است. شیاکران یعنی آبادی شیعه‌ها

## جغرافیا
فاصله این آبادی تا شهر باکو ۲۶۸ کیلومتر و تا شهر آستارا ۱۹ کیلومتر است.

## اقتصاد
مردم این آبادی عمدتاً  به دامداری و کشاورزی برنج (بیش‌تر از رقم‌های صدری، هاشمی و عنبربو) مشغول‌اند.